# Gerben Wiersma
Gerben Wiersma (Surhuisterveen, 1977) is een Nederlandse turncoach uit Heerenveen. Hij was bondscoach van het Nederlands damesturnen. Sinds 2022 is hij bij de Duitse turnbond bondscoach van de vrouwenselectie.

## Opleiding en eerste jaren
Na, ten vervolge op de middelbare school, een jaar als bouwvakker te hebben gewerkt, werd Gerben Wiersma in 1994 toegelaten tot het CIOS in Heerenveen. Op het CIOS liep hij stage bij Tjalling van den Berg van de Heerenveense gymnastiek- en turnvereniging WIK-FTC. Hoewel het zijn bedoeling was om volleybalcoach te worden, zou Wiersma uiteindelijk turncoach worden. Na zijn ALO-opleiding werd hij CIOS-docent. In 2005 werd Wiersma benoemd als hoofdtrainer van het turncentrum in Heerenveen.
Sinds 2008 was hij in dienst bij de KNGU en hij werd in 2013 bondscoach van het Nederlandse damesturnen. Hier was hij eindverantwoordelijke van trajecten voor grote toernooien. Daarnaast werkte hij beleidsmatig voor de KNGU en organiseerde hij centrale trainingen. Zijn aanpak kenmerkt zich door het woord 'verbinding'. Gerben Wiersma was al in 2002 de persoonlijke coach van Céline van Gerner. In 2015 kwalificeerde de Nederlandse damesploeg zich voor het eerst in 40 jaar voor de Spelen. In 2016 werd de damesturnploeg onder zijn leiding zevende bij de landenwedstrijd op de Olympische Spelen in Rio de Janeiro. Sanne Wevers won daar historisch goud. 

## Topsportklimaat
Na de Olympische Spelen van 2012 in Londen zette Wiersma erop in om coaches meer te laten samenwerken. Tevens kwam er een transparant kwalificatiesysteem voor de grote toernooien en een gezamenlijk programma. Wiersma richtte zich in het ontstane topsportklimaat vooral op het ontwikkelen van het teamgevoel.
Voor sporters stelt Wiersma kleine tussendoelen om zo gestructureerd naar optimale prestaties toe te werken. Het mentale deel om tot prestaties te komen bestaat uit zogenoemde aandachtscirkels. De eerste aandachtscirkel is het vol focussen op de taak, cirkel twee is bijvoorbeeld bezig zijn met scores om zo van randzaken weg te blijven.  Wiersma verzamelde om zich heen een team van experts.
De KNGU vond na de Olympische Spelen in Londen geen geschikte onafhankelijke bondscoach zodat Gerben Wiersma de functie als bondscoach invulde tot en met de Spelen van Rio. Hij vervulde deze functie naast zijn functie als bondstrainer in Heerenveen. Wiersma bood de coaches in Nederland gerichter en specifieker sporttechnische ondersteuning. Bovendien kon hij met regelmaat op de locatie van de topsportclubs zijn expertise op het gebied van planning, programmering en periodisering overdragen aan de direct betrokken coaches in het land.  Na de Spelen van Rio werd Wiersma onafhankelijk bondscoach.

## Olympische Spelen in Rio
Met een score van 222,354 punten en de 8e plaats in de landenfinale op het WK in Glasgow, plaatste het landenteam van Nederlandse turnsters zich rechtstreeks voor de Olympische Spelen 2016 in Rio de Janeiro. Het Olympische damesteam bestond uit Sanne Wevers, Eythora Thorsdottir, Lieke Wevers, Céline van Gerner en Vera van Pol. Onder leiding van Wiersma won zijn pupil Sanne Wevers als eerste Nederlandse turnster een gouden medaille, op balk. Naast deze individuele medaille werd het Nederlandse team ook zevende in de teamfinale.
Na de Olympische spelen van Rio in 2016 was zijn doel om vanaf 2020 structureel met de turndames  bij de beste 12 landen van de wereld te gaan behoren. Daartoe dienen de D-scores (D staat voor Difficulty) omhoog te gaan en dient de fitheid van de turnsters te worden vergroot.

## Olympische Spelen in Tokio
In de aanloop naar de Spelen in Tokio ontstond een turncrisis rondom misstanden uit het verleden, Uiteindelijk was dit de aanleiding voor Wiersma om terug te treden als bondscoach dames turnen. 
Na een eerdere vrijspraak oordeelde het Instituut Sportrechtspraak (ISR) Wiersma in hoger beroep in oktober 2021 op basis van meldingen uit de periode 2010-2011 schuldig aan grensoverschrijdend gedrag zonder strafoplegging.

## Aanloop naar Olympische Spelen in Parijs
In februari 2022 trad Wiersma in dienst bij de turnbond van Duitsland als bondscoach van de vrouwenselectie. Zijn contract loopt voor de periode tot en met de Olympische Spelen van Parijs in 2024.